# Hiérarchie de Borel
Pour les articles homonymes, voir Borel.
La hiérarchie de Borel désigne une description de la tribu des boréliens d'un espace topologique X comme une réunion croissante d'ensembles de parties de X, indexée par le premier ordinal non dénombrable.

## Notations préliminaires
Soit {\displaystyle {\mathcal {E}}} un ensemble de parties d'un ensemble X. On note :
- {\displaystyle {\mathcal {E}}_{\sigma }} l'ensemble des unions dénombrables d'éléments de {\displaystyle {\mathcal {E}}} :{\displaystyle {\mathcal {E}}_{\sigma }=\left\{\left.\cup _{n\in \mathbb {N} }A_{n}~\right|~(A_{n})_{n\in \mathbb {N} }\in {\mathcal {E}}^{\mathbb {N} }\right\}}
- {\displaystyle {\mathcal {E}}_{\delta }} l'ensemble des intersections dénombrables d'éléments de {\displaystyle {\mathcal {E}}} :{\displaystyle {\mathcal {E}}_{\delta }=\left\{\left.\cap _{n\in \mathbb {N} }A_{n}~\right|~(A_{n})_{n\in \mathbb {N} }\in {\mathcal {E}}^{\mathbb {N} }\right\}.}

Les lettres grecques σ et δ représentent respectivement les mots allemands désignant la réunion (Summe) et l'intersection (Durchschnitt).
On note par ailleurs ω1 le premier ordinal non dénombrable, c'est-à-dire l'ensemble des ordinaux dénombrables.

## Définition de la hiérarchie de Borel
Soient X un espace topologique métrisable, G l'ensemble de ses ouverts et F l'ensemble de ses fermés (F est l'initiale de « fermé », et G celle de « Gebiet » : « domaine (en) » en allemand).
On initialise une induction transfinie sur l'ordinal α ∈ ω1 en notant :
{\displaystyle \mathbf {\Sigma } _{1}^{0}=G\quad {\rm {et}}\quad \mathbf {\Pi } _{1}^{0}=F.}
Puis, on définit alors par induction transfinie deux familles d'ensembles :
{\displaystyle \mathbf {\Sigma } _{\alpha }^{0}=\left(\bigcup _{\beta <\alpha }\mathbf {\Pi } _{\beta }^{0}\right)_{\sigma }\quad {\rm {et}}\quad \mathbf {\Pi } _{\alpha }^{0}=\left(\mathbf {\bigcap _{\beta <\alpha }} \mathbf {\Sigma } _{\beta }^{0}\right)_{\delta }.}
Finalement pour chaque ordinal dénombrable α, on note :
{\displaystyle \mathbf {\Delta } _{\alpha }^{0}=\mathbf {\Sigma } _{\alpha }^{0}\cap \mathbf {\Pi } _{\alpha }^{0}.}
Par exemple :
- Δ0
1 est l'ensemble des parties de X qui sont à la fois ouvertes et fermées ;
- Σ0
2, également noté[2] Fσ, est l'ensemble des unions dénombrables de fermés ;
- Π0
2, également noté[2] Gδ, est l'ensemble des intersections dénombrables d'ouverts[3] ;
- Σ0
3, également noté Gδσ, est l'ensemble des unions dénombrables d'éléments de Π0
2 = Gδ ;
- Π0
3, également noté Fσδ, est l'ensemble des intersections dénombrables d'éléments de Σ0
2 = Fσ.

Les ensembles Σ0
α, Π0
α et Δ0
α sont respectivement appelés classes additives, multiplicatives et ambiguës. La famille ordonnée par inclusion formée par la totalité de ces classes (pour α ∈ ω1) est appelée la hiérarchie de Borel.

## Propriétés élémentaires
- Les classes additives sont closes par unions dénombrables, et les classes multiplicatives sont closes par intersections dénombrables.
- Pour chaque ordinal dénombrable α, les éléments de Σ0
α sont les complémentaires des éléments de Π0
α.
- Pour tout ordinal dénombrable α, Δ0
α est une algèbre d'ensembles.
- Les classes de la hiérarchie de Borel sont emboitées les unes dans les autres comme indiqué sur le schéma ci-dessous, les flèches symbolisant l'inclusion :

{\displaystyle {\begin{matrix}&&\mathbf {\Sigma } _{1}^{0}&&&&\mathbf {\Sigma } _{2}^{0}&&\cdots \\&\nearrow &&\searrow &&\nearrow \\\mathbf {\Delta } _{1}^{0}&&&&\mathbf {\Delta } _{2}^{0}&&&&\cdots \\&\searrow &&\nearrow &&\searrow \\&&\mathbf {\Pi } _{1}^{0}&&&&\mathbf {\Pi } _{2}^{0}&&\cdots \end{matrix}}{\begin{matrix}&&\mathbf {\Sigma } _{\alpha }^{0}&&&\cdots \\&\nearrow &&\searrow \\\quad \mathbf {\Delta } _{\alpha }^{0}&&&&\mathbf {\Delta } _{\alpha +1}^{0}&\cdots \\&\searrow &&\nearrow \\&&\mathbf {\Pi } _{\alpha }^{0}&&&\cdots \end{matrix}}}
- Dans X (espace métrisable), tout fermé est un Gδ (et, trivialement, un Fσ).
- Dans ℝ, ℚ est un Fσ (comme toute partie dénombrable d'un espace T1) donc ℝ\ℚ est un Gδ.
- Dans ℝ, ℚ n'est pas un Gδ. En effet, sinon — puisque ℚ et ℝ\ℚ sont denses — l'ensemble vide serait comaigre, ce qui contredirait le théorème de Baire.

## Exhaustion de la tribu borélienne
Si l'on note {\displaystyle {\mathcal {B}}} la tribu borélienne sur X, on peut montrer que :
{\displaystyle {\mathcal {B}}=\bigcup _{1\leq \alpha <\omega _{1}}\mathbf {\Sigma } _{\alpha }^{0}=\bigcup _{1\leq \alpha <\omega _{1}}\mathbf {\Pi } _{\alpha }^{0}=\bigcup _{1\leq \alpha <\omega _{1}}\mathbf {\Delta } _{\alpha }^{0}.}

## Classes de Borel de fonctions
Une fonction f : X → Y (avec X et Y métrisables) est dite Borel-mesurable de classe α si pour tout ouvert U de Y, f−1(U) appartient à la classe additive Σ0
α+1 de X ou encore : pour tout fermé F de Y, f−1(F) appartient à la classe multiplicative Π0
α+1.
Les fonctions de classe de Borel 0 sont donc les fonctions continues, tout comme les fonctions de classe de Baire 0.
Toute fonction de classe de Baire 1 est de classe de Borel 1, autrement dit : pour toute fonction f : X → Y limite simple d'une suite de fonctions continues et tout ouvert U de Y, f−1(U) est un Fσ.
On démontre exactement de la même façon, que plus généralement, toute limite simple d'une suite de fonctions de classe de Borel α est de classe de Borel α + 1.
On en déduit facilement que toute fonction de classe de Baire α est de classe de Borel α si l'ordinal α est fini, et α + 1 s'il est infini (en écrivant α = λ + n avec n entier et λ nul ou ordinal limite, et en raisonnant par récurrence et induction).
La réciproque est fausse en général, mais vraie si Y = [0, 1]κ avec κ fini ou dénombrable : c'est le théorème de Lebesgue-Hausdorff,.